# Ramón Grau San Martín

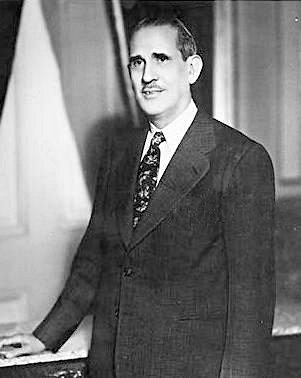
Ramón Grau San Martín

Ramón Grau San Martín (* 13. September 1882 in La Palma/Pinar del Río, Kuba; † 28. Juli 1969 in Havanna, Kuba) war kubanischer Arzt und Präsident der Republik Kuba in zwei Amtsperioden (1933–34, 1944–48).

## Leben
Sein Vater, ein reicher Tabakplantagenbesitzer, erwartete, dass sein Sohn diese Tradition fortsetzte. Ramón Grau San Martin entschied sich aber für ein Medizinstudium an der Universität von Havanna, das er 1908 mit dem Doktorgrad abschloss. Nach einem Aufenthalt in Europa kehrte er 1921 nach Kuba zurück und wurde Professor für Physiologie an der Universität von Havanna. Er galt als einer der führenden Internisten des Landes.
In den 1920er Jahren schloss sich Grau der Studentenbewegung gegen den Diktator Gerardo Machado an und erhielt dafür 1931 eine Gefängnisstrafe. Nach seiner Freilassung ging er ins Exil in die USA.
Nach dem Sieg der Volksbewegung über die blutige Herrschaft Machados mit ca. 20.000 Ermordeten wurde Ramón Grau San Martin am 10. September 1933 Präsident der Republik Kuba. Die Regierung unter Grau setzte die kubanische Verfassung von 1901 außer Kraft und damit auch das Platt Amendment, worauf die USA ihr die Anerkennung verweigerten. Der Armeechef und spätere Diktator Fulgencio Batista erzwang im Januar 1934 die Abdankung Graus. Daraufhin gründete er die Partido Revolucionario Cubano (Auténticos).
1944 gewann er als Kandidat der oppositionellen Partido Revolucionario Cubano (Auténticos) die Präsidentschaftswahlen, nachdem seit 1940 Batista als gewählter Präsident regiert hatte. Grau blieb bis zum Ablauf seiner Amtsperiode 1948 im Amt. Durch Korruptionsaffären geriet seine Amtsführung allerdings ins Zwielicht und ein bedeutender Flügel seiner Partei um Eduardo Chibás spaltete sich 1947 ab und gründete die konkurrierende Partido del Pueblo Cubano (Ortodoxos). 1948 übergab Grau sein Amt an den ihm eng verbundenen Carlos Prío und zog sich zunächst ins Privatleben zurück. 1954 und 1958 kandidierte er zwar nochmals für das Präsidentenamt, zog seine Kandidatur aber jeweils kurz vor dem Wahltermin mit dem Vorwurf der Wahlfälschung durch Batista zurück. Nach der kubanischen Revolution von 1959 blieb Grau Privatmann und starb 1969 in seinem Haus in Havanna.